# Elaphoglossum gloeorrhizum
Elaphoglossum gloeorrhizum är en träjonväxtart som beskrevs av John T. Mickel. Elaphoglossum gloeorrhizum ingår i släktet Elaphoglossum och familjen Dryopteridaceae. Inga underarter finns listade.